# SuperHeavy
A SuperHeavy egy rövid életű (2011-ben alakult és ugyanebben az évben feloszlott) supergroup volt, melynek tagjai Mick Jagger, Joss Stone, David A. Stewart, A. R. Rahman és Damian Marley voltak. Stone és Stewart korábban már dolgoztak együtt. Jagger a következőt mondta az együttesről: "Össze akartunk hozni több, különféle zenei stílust... Mindig is voltak közös elemei zenéinknek, de mindig különböztek." Jagger azt szerette volna elérni, hogy az együttes bemutasson több zenei stílust, a rocktól kezdve a hindi popig. Lemezkiadóik az A&M Records és a Surfdog Records volt.

## Történet
A SuperHeavy létezése 2011 májusáig titok volt. Mick Jagger, a The Rolling Stones frontembere ekkor jelentette be a supergroup megalakulását, amely Dave Stewart ötlete volt. Stewart arra ösztönözte Jaggert, hogy indiai hangzást is vigyenek bele a zenébe, ennek következtében A. R. Rahman csatlakozott a csoporthoz Joss Stone-nal együtt. Az együttes nevét Muhammad Ali inspirálta. 2009-ben, Los Angelesben kezdték el felvenni azonos című debütáló albumukat. Ekkor 29 dalt és összességében 35 órányi zenét vettek fel. A SuperHeavy albumon dolgozott még Shiah Coore (basszusgitár), Courtney Diedrick (dobos) és Ann Marie Calhoun rockhegedűs. Az album premierje Los Angelesben 2011. június 30-án volt, ahol az együttes nyolc dalt adott elő.
Az első kislemez az albumról a "Miracle Worker" volt 2011. július 7-én. Egy reggae-dal, amelyet Marley, Jagger és Stone ad elő. 195. helyen debütált a Brit kislemezlistán. Egy videóklipet is kiadtak augusztus 12-én, amelyet Stewart rendezett és a Los Angeles-i Paramount Studiosban forgattak és mind az öt tag szerepel benne. A "Satyameva Jayathe" (India nemzeti mottója, "Csak az igazság győzedelmeskedik") volt a második kislemez és 2011. augusztus 9-én jelent meg, hat nappal India függetlenségi napja előtt. Jagger szanszkrit nyelven énekel a dalon, amin szerepel még Stewart, Stone és Marley. A dal a Radio Mirchi 98.3 FM-en premierelt, 22 indiai városban. A "Beautiful People" 46. helyet ért el a Holland kislemezlsitán.

## SuperHeavy (album)

### Számlista
| 1.    | "SuperHeavy"              | 5:05 |
| 2.    | "Unbelievable"            | 3:50 |
| 3.    | "Miracle Worker"          | 4:09 |
| 4.    | "Energy"                  | 3:42 |
| 5.    | "Satyameva Jayathe"       | 4:07 |
| 6.    | "One Day One Night"       | 4:37 |
| 7.    | "Never Gonna Change"      | 4:23 |
| 8.    | "Beautiful People"        | 5:00 |
| 9.    | "Rock Me Gently"          | 6:00 |
| 10.   | "I Can't Take It No More" | 3:21 |
| 11.   | "I Don't Mind"            | 4:59 |
| 12.   | "World Keeps Turning"     | 3:43 |
| 52:56 |                           |      |

| 13. | "Mahiya"         | 3:26 |
| 14. | "Warring People" | 5:05 |
| 15. | "Common Ground"  | 3:43 |
| 16. | "Hey Captain"    | 3:33 |
| 17. | "Miracle Worker" | 5:30 |

| 17. | "Never Gonna Change" | 4:14 |

### Kiadások
| Régió              | Dátum                | Kiadás          | Kiadó              |
| ------------------ | -------------------- | --------------- | ------------------ |
| Ausztrália         | 2011. szeptember 16. | Standard        | Universal          |
| Lengyelország      | 2011. szeptember 16. | Standard        | Universal          |
| Németország        | 2011. szeptember 16. | Standard Deluxe | Polydor            |
| Írország           | 2011. szeptember 16. | Standard Deluxe | A&M                |
| Egyesült Királyság | 2011. szeptember 19. | Standard Deluxe | A&M                |
| India              | 2011. szeptember 19. | Standard Deluxe | Universal          |
| Egyesült Államok   | 2011. szeptember 20. | Standard Deluxe | Universal Republic |
| Japán              | 2011. szeptember 21. | Deluxe          | Universal          |
| Ausztrália         | 2011. szeptember 23. | Deluxe          | Universal          |

## Tagok
- Dave Stewart – gitár
- A. R. Rahman – zongora, szintetizátor, dobok programozása, ének
- Mick Jagger – ének, gitár, harmonika
- Damian Marley – ének, programozás
- Joss Stone – ének

## Diszkográfia
| Album címe | Album részletei                                                                        | Legmagasabb pozíció | Legmagasabb pozíció | Legmagasabb pozíció | Legmagasabb pozíció | Legmagasabb pozíció | Legmagasabb pozíció | Legmagasabb pozíció | Legmagasabb pozíció | Legmagasabb pozíció | Legmagasabb pozíció | Legmagasabb pozíció |
| Album címe | Album részletei                                                                        | AUT                 | BEL                 | DNK                 | FR                  | NL                  | NOR                 | NZ                  | SWE                 | SWI                 | UK                  | US                  |
| ---------- | -------------------------------------------------------------------------------------- | ------------------- | ------------------- | ------------------- | ------------------- | ------------------- | ------------------- | ------------------- | ------------------- | ------------------- | ------------------- | ------------------- |
| SuperHeavy | - Kiadás: 2011. szeptember 19. - Kiadó: A&M Records - Formátum: CD, Digitális letöltés | 1                   | 10                  | 9                   | 4                   | 1                   | 17                  | 12                  | 31                  | 2                   | 13                  | 26                  |

| Év   | Cím                 | Legmagasabb pozíció | Legmagasabb pozíció | Legmagasabb pozíció | Legmagasabb pozíció | Legmagasabb pozíció | Legmagasabb pozíció | Album      |
| Év   | Cím                 | AUT                 | BEL                 | FR                  | NL                  | SWI                 | UK                  | Album      |
| ---- | ------------------- | ------------------- | ------------------- | ------------------- | ------------------- | ------------------- | ------------------- | ---------- |
| 2011 | "Miracle Worker"    | 37                  | 71                  | 86                  | 25                  | 63                  | 136                 | SuperHeavy |
| 2011 | "Satyameva Jayathe" | —                   | —                   | —                   | —                   | —                   | —                   | SuperHeavy |

| Év   | Cím                | Legmagasabb pozíció | Album      |
| Év   | Cím                | NL                  | Album      |
| ---- | ------------------ | ------------------- | ---------- |
| 2011 | "Beautiful People" | 64                  | SuperHeavy |